# Walem (Pays-Bas)
Pour les articles homonymes, voir Walem.
Walem est un village néerlandais d'environ 150 habitants (2005) dans la commune de Fauquemont-sur-Gueule, dans la province du Limbourg néerlandais.

## Géographie

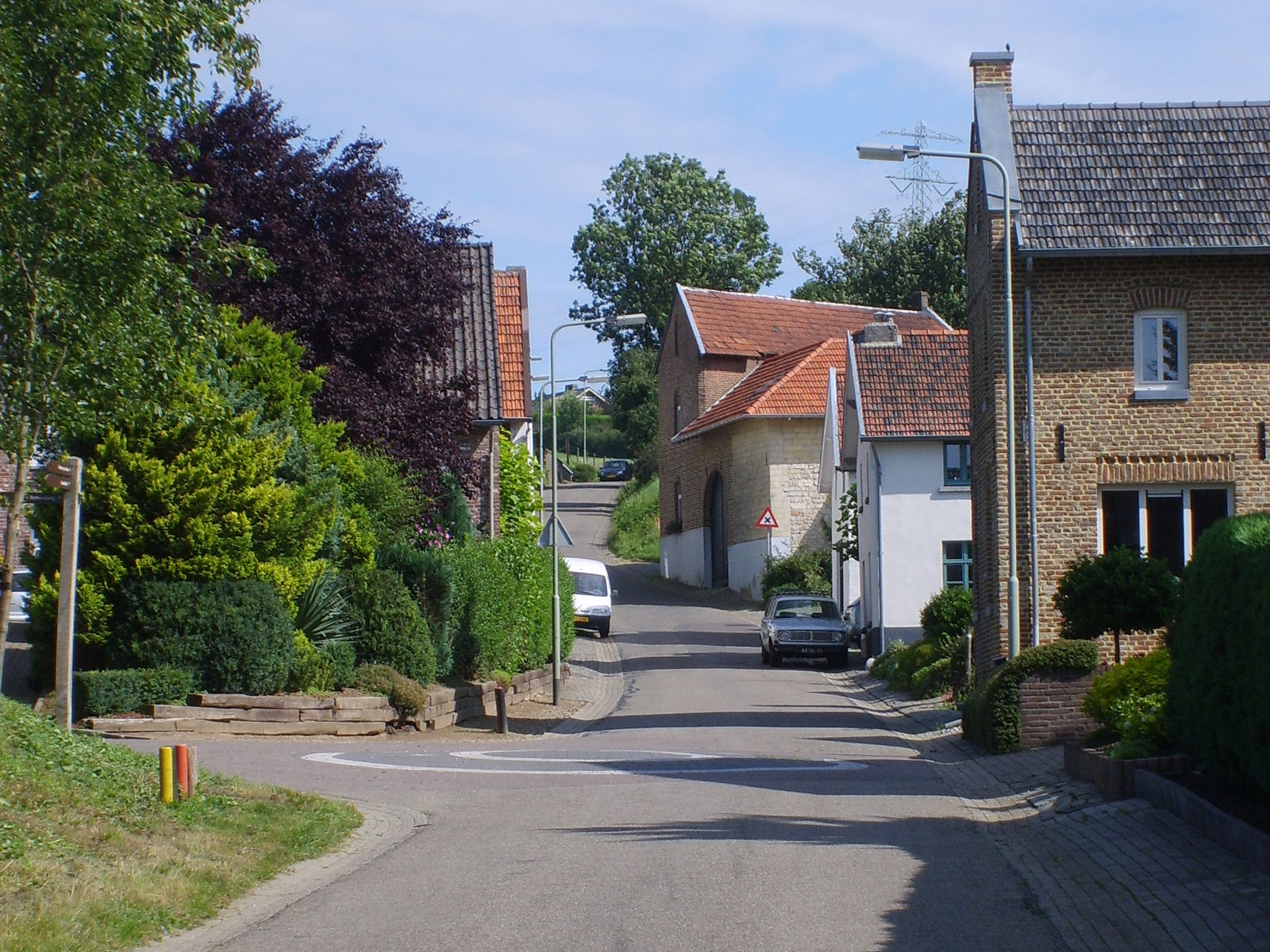
Rue de Walem

Le village est situé sur le plateau à l'est de Fauquemont, au nord de Schin op Geul, dont c'est un hameau. Walem est composé de deux parties : une partie basse, dans la vallée de la Gueule, et une partie haute sur le plateau, 60 m plus haut.

## Histoire
Dans les bois entourant Walem on trouve un ermitage en marne datant de 1688 et les restes d'une tour d'observation romaine. Cette tour se trouverait sur un tronçon de l'ancienne route romaine Via Belgica.